# Tears in Rain
«Tears in Rain» es el tercer sencillo del álbum In the Raw de la soprano finlandesa Tarja Turunen, publicado el 9 de agosto de 2019. Está disponible en formato digital, y no contiene ningún lado B.

## Trasfondo
La canción fue escrita por Turunen y su colaborador frecuente Johnny Andrews, aunque en esta ocasión, fue compuesta por separado. Aún así, Turunen declaró que estaba muy feliz y orgullosa con el resultado. La inspiración para el tono de la canción provino de una frase de la película Blade Runner de Ridley Scott: "todos esos momentos serán perdidos en el tiempo, como lágrimas en la lluvia". 

## Video musical
«Tears in Rain» fue el único sencillo de In The Raw en obtener un video musical. Fue dirigido por Florian Kaltenbach, quien trabajó anteriormente con Turunen en los videos de Victim of Ritual y 500 Letters. Turunen no quería un video de tono triste, por lo que Kaltenbach sugirió un video con temática de roller derby. En el video, Tarja interpreta a una patinadora (Black Leijona) que forma parte del equipo femenino Killer Crows; cuando están al borde de perder el último partido de la temporada, logra vencer sus inseguridades y se convierte en líder del equipo.

## Interpretaciones en vivo

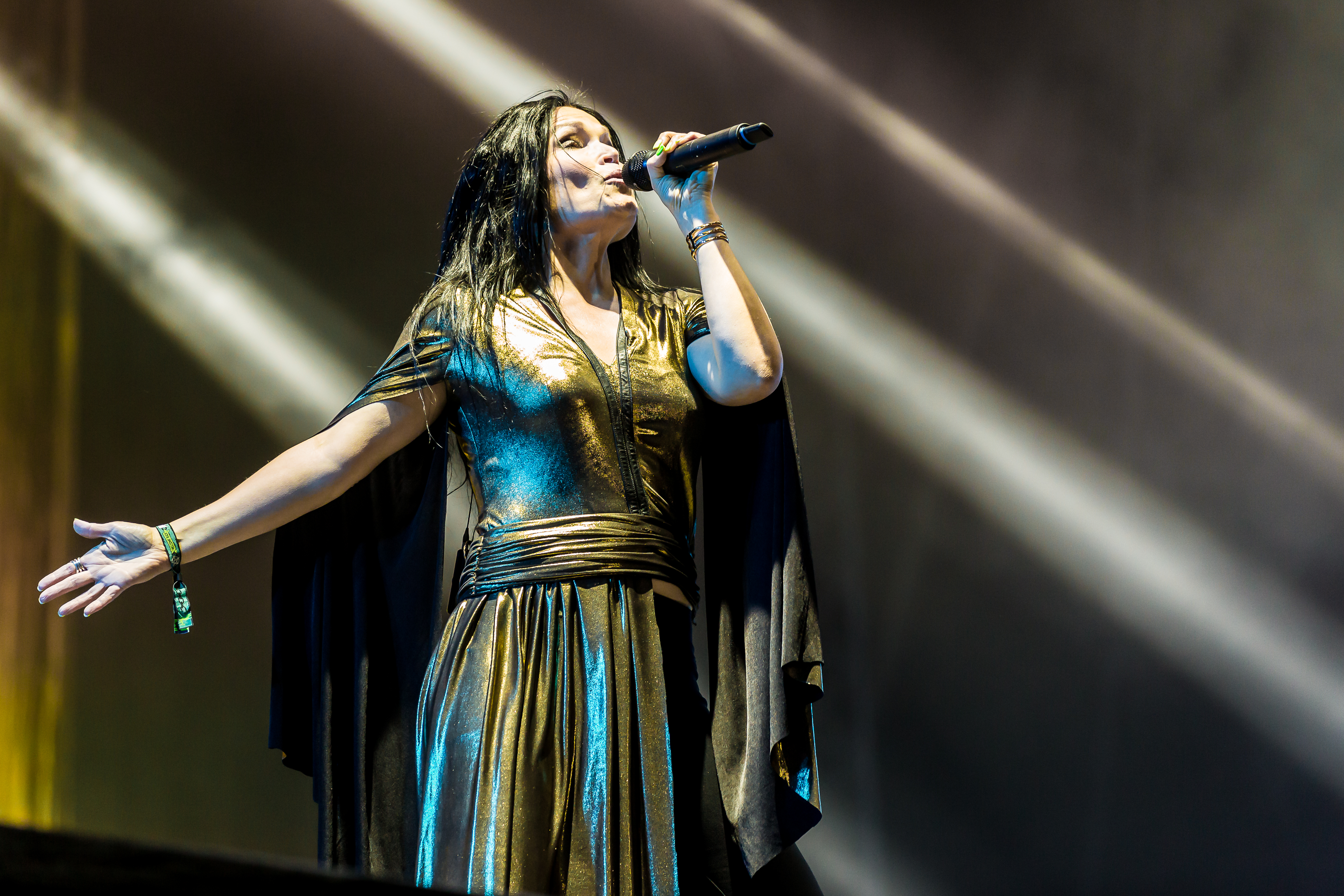
Turunen en vivo durante el Raw Tour.

Turunen debutó la canción el 12 de septiembre de 2019 en San Petersburgo, Rusia, y la interpretó regularmente a lo largo del Raw Tour. También ha sido interpretada en distintas etapas de la gira Living the Dream Tour, pero no en el repertorio fijo.

## Personal
Banda
- Tarja Turunen – voz principal, coros, teclado
- Kevin Chown – bajo
- Timm Schreiner – batería
- Alex Scholpp – guitarra eléctrica

Producción
- Marcelo Cabuli – productor ejecutivo
- Justin Shturtz – mastering
- Tim Palmer – mezcla

## Posicionamiento
| Listas (2019)                                      | Posición |
| -------------------------------------------------- | -------- |
| República Checa (Czech Republic Modern Rock Radio) | 4        |